# Nenagh
Nenagh (An tAonach em irlandês) é uma cidade da Irlanda e é situada no condado de Tipperary Norte. Possui 7.424 habitantes (censo de 2006).